# 曹幹
曹幹（215年—261年），一名曹良，曹操的兒子，生母為陳氏。

## 生平
建安二十年（215年）生，封高平亭侯。
二十二年（217年），徙封賴亭侯，改封為弘農侯。
二十三年（218年），曹幹生母陳氏去世，曹操讓王昭儀撫養其子。
黃初二年（221年），進公爵，徙封燕公。曹幹之母受曹操寵愛，曹丕得立，曹幹之母出了大力。曹操死後，曹丕撫養幼弟，曹幹常呼魏文帝曹丕為「阿翁」，曹丕對曹幹說：「我，是你的兄長。」且同情曹幹早失父母，每當遇到這種情況，曹丕就難過傷心落淚。
三年，徙封河間王。
五年（224年），降封樂城縣王。
七年（226年），徙封鉅鹿縣王。曹丕去世前，下遺詔要曹睿厚待曹幹。
太和六年（232年），進封趙王。
青龍二年（234年），私通賓客，为有司所奏，魏明帝曹叡賜曹幹璽書誡誨。
景初、正元、景元年間，累積增邑，併前有5000戶。
景元二年（261年）八月初三日（儒曆9月14日）戊寅，曹幹去世，享年47歲。（實歲46）
曹昂和曹幹是三國當中年紀差距最大的同父異母兄弟之一。

## 母
曹幹之母陈氏，陈妾在建安二十三年（218年）去世，曹操让王昭儀抚养曹幹。

## 延伸阅读
[在维基数据编辑]
 《三國志·卷20》，出自陳壽《三國志》